# Serranus flaviventris

O mariquita (Holocentrus adscensionis ) é uma espécie de peixe teleósteo perciforme da família dos serranídeos que habita o oceano Atlântico. Tais peixes medem cerca de 15 cm de comprimento, contando com corpo marrom com faixas escuras transversais e irregulares. Também são conhecidos pelos nomes populares de jacundá, mariquinha e pirucaia.